# 3034 Climenhaga
3034 Climenhaga eller A917 SE är en asteroid i huvudbältet, som upptäcktes 24 september 1917 av den tyske astronomen Max Wolf i Heidelberg. Den är uppkallad efter den kanadensiske astronomen John L. Climenhaga.
Den tillhör asteroidgruppen Flora.